# Supercoupe de Belgique de football 1993
La Supercoupe de Belgique 1993 est un match de football qui a été joué le 5 janvier 1994, entre le vainqueur du championnat de division 1 belge 1992-1993, le RSC Anderlecht et le vainqueur de la coupe de Belgique 1992-1993, le Standard de Liège.
Le RSC Anderlecht remporte le match 3-0, et ajoute une troisième Supercoupe à son palmarès.

## Feuille de match
| 5 janvier 1994 | RSC Anderlecht                                       | 3-0   | Standard de Liège | Stade Constant Vanden Stock, Anderlecht |                           |
|                | Nilis (1-0) 37e · Nilis (2-0) 63e · Bosman (3-0) 85e | (1-0) |                   | Arbitrage : Armand Ancion               | Arbitrage : Armand Ancion |

| Anderlecht | Standard |

| RSC Anderlecht : |                  |     |
|                  |                  |     |
| GK               | Peter Maes       |     |
| RB               | Bertrand Crasson |     |
| CB               | Chidi Nwanu      |     |
| CB               | Philippe Albert  |     |
| LB               | Bruno Versavel   |     |
| RM               | Philip Haagdoren | 57e |
| CM               | Pär Zetterberg   |     |
| CM               | Johan Walem      | 64e |
| LM               | Danny Boffin     |     |
| CF               | Luc Nilis        |     |
| CF               | Johnny Bosman    |     |
| Remplaçants :    |                  |     |
| DM               | Charly Musonda   | 64e |
| CM               | Alain Van Baekel | 57e |
| Entraineur :     |                  |     |
| Johan Boskamp    |                  |     |

| Standard de Liège : |                  |         |
|                     |                  |         |
| GK                  | Bogdan Stelea    | 46e     |
| RB                  | Régis Genaux     |         |
| CB                  | Mircea Rednic    |         |
| CB                  | Dinga            | 46e     |
| LB                  | Philippe Léonard |         |
| RM                  | Michaël Goossens |         |
| CM                  | André Cruz       |         |
| CM                  | Guy Hellers      |         |
| LM                  | Patrick Asselman | 46e     |
| CF                  | Sacha Rytchkov   |         |
| CF                  | Mohamed Lashaf   | 46e     |
| Remplaçants :       |                  |         |
| GK                  | Gilbert Bodart   | 46e     |
| DM                  | Roberto Bisconti | 46e     |
| CM                  | Yves Soudan      | 46e 74e |
| LM                  | Patrick Vervoort | 46e     |
| OM                  | Gunther Schepens | 74e     |
| Entraineur :        |                  |         |
| René Vandereycken   |                  |         |